# Cordelia (figlia di Leir)

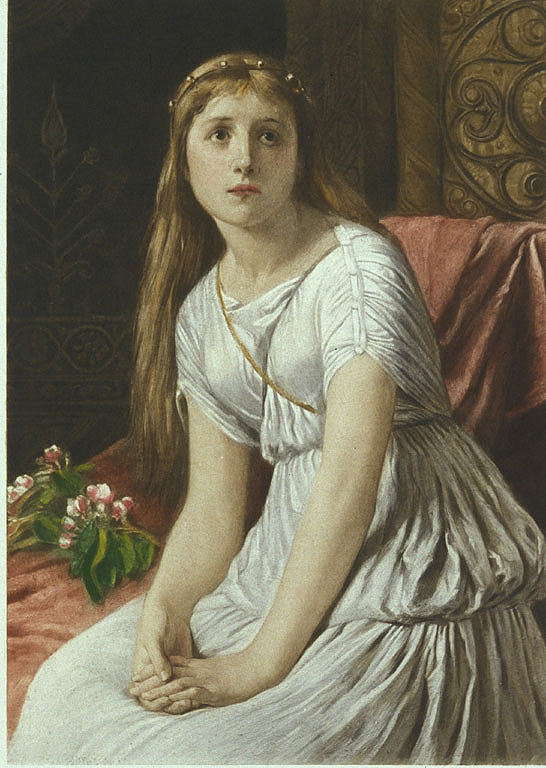
"Cordelia" (1888), di William Frederick Yeames.

Cordelia è stata una leggendaria regina della Britannia, secondo l’Historia Regum Britanniae di Goffredo di Monmouth. Il personaggio ha però ottenuto maggiore fama grazie alla tragedia Re Lear, di William Shakespeare.

## Biografia
Stando alla cronaca pseudo-storica della Historia Regum Britanniae (scritta attorno al 1136), Cordelia era la minore delle tre figlie del re di Britannia Leir, il quale avrebbe regnato nell'VIII secolo a.C.. Non avendo figli maschi, Leir, ormai avanzato in età, decise di dividere il regno tra le sue figlie e i rispettivi mariti, ma Cordelia, pur essendo la preferita del padre, si rifiutò di compiacerlo con delle adulazioni, come invece avevano fatto le sorelle maggiori. Irritato, Leir la escluse dalla successione e si rifiutò anche di assegnarle una dote, quando il re dei Franchi Aganippo la chiese in moglie e la portò con sé in Gallia. Goneril e Regan, le figlie maggiori di Leir cui passò il regno, si mostrarono però insofferenti verso il vecchio padre, che, non sopportando alla lunga le umiliazioni e l'ingratitudine, fuggì dalla Britannia e si rifugiò presso Cordelia, che si riconciliò con lui, radunò un esercito e lo rimise sul trono. Tre anni dopo il vecchio Leir morì e la corona della Britannia passò a Cordelia.
Cordelia regnò per cinque anni. Ma le sorelle avevano lasciato come eredi dei figli: Margano, duca di Cornovaglia, e Cunedagio, duca di Alba, i quali, divenuti adulti, le mossero guerra per reclamare il trono. Cordelia li affrontò in diverse battaglie, ma finì catturata e imprigionata, e infine si suicidò. I suoi nipoti si spartirono in due il paese (Cunedagio regnava a sud dell'Humber e Margano a nord), ma poco dopo vennero a loro volta a contesa e nella guerra civile che ne seguì Margano fu sconfitto e ucciso.

## Nella cultura
La storia di Leir e delle sue tre figlie fu utilizzata da Shakespeare per la sua tragedia Re Lear. Tuttavia essa è ambientata in un'epoca molto più tarda rispetto alla (comunque anacronistica) antichità celtica descritta da Goffredo di Monmouth nella sua Historia. Ma soprattutto diverge la trama: nella versione di Shakespeare, la spedizione di Cordelia per rimettere sul trono il padre si risolve in un fallimento, i due vengono gettati in prigione e ivi muoiono.
Oltre a Shakespeare, anche il poeta Edmund Spenser utilizzò la storia di Cordelia per un poema epico intitolato The Faerie Queene (1590 ca.). Ed è parimenti nota una tragedia omonima a quella di Shakespeare, ma di autore ignoto.